# Съмит (окръг, Колорадо)
Вижте пояснителната страница за други значения на Съмит.
Окръг Съмит (на английски: Summit County) е окръг в щата Колорадо, Съединени американски щати. Площта му е 1575 km², а населението - 30 585 души (2017). Административен център е град Брекънридж.

## Градове
- Силвърторн
- Фриско